# Hugh Lofting
Hugh John Lofting (Maidenhead, Berkshire, 14 de enero de 1886 - Topanga, California, 26 de septiembre de 1947) fue un escritor e ingeniero civil inglés quien creó el personaje de Doctor Dolittle —uno de los clásicos de la literatura infantil.
Después de servir en la Primera Guerra Mundial, en la cual fue seriamente herido, él y su familia se mudaron a Connecticut en EE. UU. Estuvo casado tres veces y tuvo tres hijos, uno de los cuales, Christopher, fue su albacea literario.
"Durante años fue una constante fuente de asombro para mí encontrar mis escritos entre "Juveniles", Lofting informó. "Ya no me molesta, pero todavía siento que debería haber una categoría de "Seniles" para compensar el epíteto."

## Biografía
Fue uno de seis hijos del inglés John Brien Lofting, y madre irlandesa, Elizabeth Agnes Gannon.
Con la ventaja de la retrospección 20-20, una puede identificar algunos hechos sobre la niñez de Hugh Lofting que parecen “presagiar” su carrera más tarde. Por ejemplo, los bocetos biográficos estándares dicen que, como muchacho, el autor de los futuros niños tuvo el gusto de contar historias a sus hermanos. ¡Y al parecer el creador del Doctor Dolittle muestra un temprano interés en la naturaleza, incluso trayendo algo de ella dentro (como los pequeños chicos están habituados a hacerlo) y manteniendo una clase personal en el “museo de historia natural y parque zoológico”... es decir, hasta que su madre lo encontrara en su armario de lino! Y los animales en particular deben de haber sostenido una cierta atracción para el joven Hugh, pues nos dicen que una de sus excursiones favoritas era ir a Londres con su madre a mirar los cachorros en una cierta tienda de animales.
Pero sin embargo no aclara que puede parecerse que Hugh Lofting fuera “destinado” para su eventual carrera, también se dice que él llegó a ello vía la ruta larga. Para, el final de sus diez años (1894-1904) en Mount St. Mary's, el colegio Jesuita de internos en Chesterfield, Derbyshire, en donde recibió una educación clásica, el joven hombre había propuesto en su mente llegar a ser un ingeniero civil y ver el mundo.
El recorrido deseado del mundo comenzó realmente antes de que hiciera la carrera, pues Lofting fue directo a América a comenzar los estudios de ingeniería en el Instituto Tecnológico de Massachusetts (Massachusetts Institute of Technology). Después de un año (1904-05) en el MIT, regresaba de nuevo a Inglaterra, para terminarlos (1906-07) en la Escuela Politécnica de Londres (London Polytechnic). Entonces siguió un breve periodo limitado como arquitecto, después de lo cual la odisea comenzó en serio. El ingeniero civil recientemente acuñado hizo una cierta inspección y exploración en busca de minerales en Canadá en 1908-09, y siguió entre 1910 y 1912 trabajando primero para el ferrocarril de Lagos en el África Occidental y para el ferrocarril de La Habana en Cuba. Pero las atracciones de la vida suficientemente marchitos para el 1917 Hugh Lofting estaba listo para hacer algo más.
Ese año, volvió a América, casando con Flora Small, y se estableció en la Cd. de New York (New York City) para empezar una carrera escribiendo. La entrada del HL en la edición 1931 de Autores Vivos (Living Authors) dice que la primera historia del exingeniero era acerca de “alcantarillas y un puente”. Él pronto estableció su propio gran paso, sin embargo, estaba produciendo pequeñas historias que fueron publicadas en periódicos y revistas (magazines). Por supuesto, estas historias eran diferentes de los libros en que su fama descansaría finalmente. Solo una cosa, no fueron escritas para los niños. Ni incluyeron algún dibujo de su autor: La experiencia de Lofting como ilustrador fue confinada, a este punto, al dibujo técnico que él había hecho como arquitecto e ingeniero civil.
Una nueva carrera no era la única cosa que empezaba durante estos primeros años del matriminio Lofting: también comenzaron una familia. Elizabeth Mary nació en 1913; Colin MacMahon siguió en 1915. Mientras tanto, Europa estaba en guerra, y la familia Lofting no sería afectada.
La “Gran Guerra” estalló en 1914, y en 1915 Hugh Lofting, aún ciudadano británico, trabajado para el Ministerio Británico de Información (British Ministry of Information) mientras permanecía en Nueva York. Un año después, sin embargo, fue comisionaro como teniente en los Guardias Irlandeses, y vio acción en Flandes y Francia en 1917-18. Decir que "la experiencia lo afectó profundamente" parece trivial e innecesario; ¿cómo una persona de sensibilidad no podría reaccionar profundamente a los horrores de la guerra? Y aunque fue seguramente una terrible experiencia regreso totalmente algo más adorable: la historia encantadora, dicha en simples cartas ilustradas hacia su hogar, para Elizabeth y Colin, de un pequeño hombre cariñosamente sensible que valora y cuida a todas las criaturas con extremo, y quien es antipático solamente con la falsedad y hipocresía la cual caracteriza mucha a la sociedad humana.
Se piensa que la idea para La Historia del Doctor Dolittle vino a Hugh Lofting después de que él viera la destrucción de los caballos del regimiento heridos en batalla.
En su Historia de Las Medallas de Newbery y de Caldecott (History of the Newbery and Caldecott Medals), Irene Smith observa que:
"en la conferencia de 1923, después de que Hugh Lofting hubiera aceptado la segunda medalla de Newbery [para su segundo libro del Dr. Dolittle], el Sr. R.R. Bowker le preguntó cómo el Doctor Dolittle había sido originado. Lofting dijo que en el frente [él] se había impresionado por el comportamiento de caballos y mulas bajo fuego [de artillería] que [él] inventó al pequeño doctor para hacer por ellos lo que no era y no podría ser hecho en la vida real….”
NOTA ORIGINAL:
"[a]t the 1923 conference, after Hugh Lofting had accepted the second Newbery Medal [for his second Dr. Dolittle book], Mr. R.R. Bowker asked him how Doctor Dolittle had originated. Lofting said that at the front he had been so impressed by the behavior of horses and mules under fire that he invented the little doctor to do for them what was not and could not be done in real life..."
En 1918, Hugh Lofting fue herido gravemente (golpeó en su muslo un pedazo de metralla de una granada de mano); él estaría fuera del ejército por invalidez antes del final de la Guerra. Su familia se le unió eventualmente en Inglaterra, y para 1919 estaban todos listos para volver a casa a Nueva York. Las preciosas cartas del Doctor Dolittle que tenían, por supuesto, fueron guardadas, y en alguna determinada etapa Lofting comenzó a entretener la sugerencia de su esposa de convertirlos en un libro. Y entonces, un poco de suerte (serendipity):
NOTA:
En el idioma inglés, el término "serendipity" se asocia a: 1. una aptitud para hacer descubrimientos deseables por accidente. 2. buena fortuna; suerte: el serendipity de conseguir el primer trabajo que ella solicitó.
El poeta y novelista británico Cecil Roberts estaba en el mismo barco que la familia Lofting durante su viaje de regreso a América. "Cruzando el Atlántico," Roberts escribió después, "yo tenía un vecino en mi silla de cubierta. Cada tarde aproximadamente a las seis dejó que tenía que desaparecer para leer una historia de la hora de acostarse para el Doctor Dolittle. Investigué quién podía ser el doctor Dolittle y me dijo que era su hijo pequeño. El día siguiente un muchacho de "nariz parada" apareció en cubierta con su madre e hice así el reconocimiento del original Doctor Dolittle. Después Hugh Lofting conforme a mi petición me mostró algunos de sus manuscritos y se preguntaba si haría un libro. Me enganche en seguida por la calidad de las historias y, entusiasta sobre su publicación, lo recomendé a mi editor, Sr. Stokes. Nunca vi a Hugh Lofting otra vez, pero cuando su primer libro de Dolittle salió, me envió una copia con una inscripción encantadora.”
Y tan en 1920, una serie de cartas escritas para aliviar la tensión que la guerra se convirtió, La Historia del Doctor Dolittle (The Story of Doctor Dolittle): Siendo La Historia de Su Peculiar Vida en Casa y de Las Asombrosas Aventuras en Partes Extranjeras. Nunca Antes Publicadas... e al instante en un clásico infantil. Ambos lectores en América e Inglaterra, deseaban las aventuras posteriores, y algunos jóvenes incluso escribieron sugerencias de ofrecimiento de la historia. Lofting parecía feliz de cumplir con las peticiones de más, y en 1922 produjo el primero de muchas secuelas de Dolittle. Los Viajes del Doctor Dolittle (The Voyages of Doctor Dolittle) introdujeron el personaje de Tommy Stubbins, quien llegó a convertirse en el aprendiz del Doctor y también sirvió como narrador del libro. Pero visto a través de los anchos ojos del muchacho, nuestro desventurado, héroe ensombrerado se convierte en materia-de—realidad, de-seguro-de-sí-mismo, flautista al repartidor del sueño-hecho-verdad. Los viajes son un libro bellamente escrito, así como siendo ese más raro de los fenómenos literarios—una secuela digna de su original. En 1923, por un voto de los miembros de la sección de las Bibliotecas Infantiles de la Asociación Americana de Bibliotecas (American Library Association), Los Viajes del Doctor Dolittle (The Voyages of Doctor Dolittle) ganaron la medalla Newbery (en el segundo año de la existencia del prestigioso premio).
Después de la guerra, la familia Lofting se mudó a Connecticut, EE. UU. Allí, Hugh Lofting escribió un libro del Doctor Dolittle entre los años 1922 y 1928—y otros libros, además. También dio una conferencia, lecturas y pláticas ilustradas para los niños, cuyas cartas continuó recibiendo en grandes números (muchos creyeron que el Doctor era una persona real). Valoró altamente esas cartas, especialmente las que él podría decir fueron escritas de propio impulso del niño, en lugar de aquellas como asignación de la escuela. Sin embargo, Lofting no pensó en él como un "autor de los niños," diciendo después: “Yo no hago ninguna demanda para ser una autoridad escribiendo o ilustrando para los niños. El hecho de que he tenido éxito solamente significa que yo puedo escribir e ilustrar a mi propia manera. Ha habido siempre una tendencia para clasificar a los niños como una especie distinta. Por años fue una constante fuente de conmoción para mí el encontrar mis escritos entre “Juveniles.” Esto ahora no me incomoda más, pero aún siento que debería de haber una categoría de “Seniles” para compensar el epíteto.”
No sorprendentemente, la familia del "Doctor Dolittle" conserva mascotas. En un punto había cuatro perros en su momento dado, incluyendo uno que Lofting y sus hijos escogieron de una tienda de mascotas (petshop) en Londres que le había gustado visitar años antes, cuando niño.
En 1927, Flora Lofting murió. Hugh Lofting volvió a casarse en 1928, y -- agregando a la pérdida, otra pérdida—su segunda esposa, Katherine Harrower Peters, enfermó y falleció ese mismo año. En Tres Monografías Principales de Bodley (Three Bodley Head Monographs), Edward Blishen declara que uno puede ver en los libros de Dolittle de estos años un “profundizar del pesimismo de Lofting sobre relaciones humanas.” El Jardín del Doctor Dolittle (Doctor Dolittle's Garden), publicado en 1927, tenía como carácter principal una avispa que describió una batalla humana. Y Doctor Dolittle En La Luna (Doctor Dolittle in the Moon), publicado en 1928, se pensaba en terminar la serie en total. La demanda popular no podía contradecirse, sin embargo, y el héroe regresó cinco años más tarde en El Regreso del Doctor Dolittle (Doctor Dolittle's Return).
Pero los tiempos más felices estaban por venir. Lofting se casó otra vez en 1935, con Josephine Fricker, una mujer canadiense de ascendencia alemana. Su hijo, Christopher Clemen, nació en 1936. La familia se trasladó a California, EE. UU., donde el autor empezó a escribir lo que realmente sería la última de las historias de Dolittle. El Doctor Dolittle y El Lago Secreto (Doctor Dolittle and the Secret Lake), escrito para Christopher, fue un trabajo de 12 años (algo de él publicado, a lo largo del camino, en el NY Herald-Tribune una agencia periodística para la característica del Doctor Dolittle). El libro se completó antes de la muerte de Lofting, pero no se publicó hasta después.
Aunque incapaz para escribir al paso que había caracterizado su más temprana carrera, Lofting produjo otro libro publicado durante este periodo. En 1941, como la segunda "guerra para acabar todas las guerras" estaba desatada con toda su furia en Europa, él dio voz a su pacifismo ganador-difícil a través de la componsición "apasionada, de un poema desesperado en la repetición y futileza de la guerra en la historia humana". La Victoria de los Muertos (Victory for the Slain) no se publicó en EE. UU., sin embargo, para finales de ese año su patria adoptiva entró a la guerra, contra Japón, y semejante poema no fue visto con satisfacción al momento. En cambio, se publicó en Inglaterra en 1942.
Hugh Lofting cuya salud había estado resentida, tuvo complicaciones y su enfermedad se agravó durante los últimos dos años de su vida, falleciendo el 26 de septiembre de 1947, en Topanga, California, a la edad de 61 años. Sus restos mortales fueron enterrados en Killingsworth, Connecticut, EE. UU.

## Poema Épico
Victoria para los muertos (1942) (en su idioma original: Victory for the Slain) es su único trabajo para adultos, un solo poema largo de Lofting en siete partes, acerca de la futilidad de la guerra; el bordón “en la guerra los únicos vencedores son los muertos” impregna el poema. Fue publicado solamente en el Reino Unido.
Con el término inglés Slain, se describe a aquellas personas las cuales fallecen con un muerte violenta. Algunos sinónimos en idioma inglés: 0. destroy, extinguish, 1. murder, slaughter, massacre, butcher, assassinate. 2. annihilate, ruin.